# Госен, Ян
 Йоханнес Антониюс Алфонсюс (Ян) Госен (нидерл. Johannes Antonius Alphonsus "Jan" Goosen; 22 декабря 1893, Амстердам — 10 сентября 1955, Алкмар) — нидерландский футболист, игравший на позициях защитника и полузащитника, выступал за амстердамский «Аякс».

## Спортивная карьера
В сентябре 1910 года Ян Госен вступил в футбольный клуб «Аякс». На тот момент он проживал в центральной части Амстердама по адресу Керкстрат 181. Он стал играть за пятую команду клуба, где также выступали Андре де Крёйфф и Фритс Терве. В основном составе дебютировал 25 декабря 1911 года в товарищеском матче против клуба ЗАК, сыграв на позиции защитника. «Аякс» на стадионе «Хет Хаутен» разгромил гостей со счётом 7:2 — примечательно, что из-за недобора игроков главный тренер Джек Кируэн сыграл на позиции нападающего.

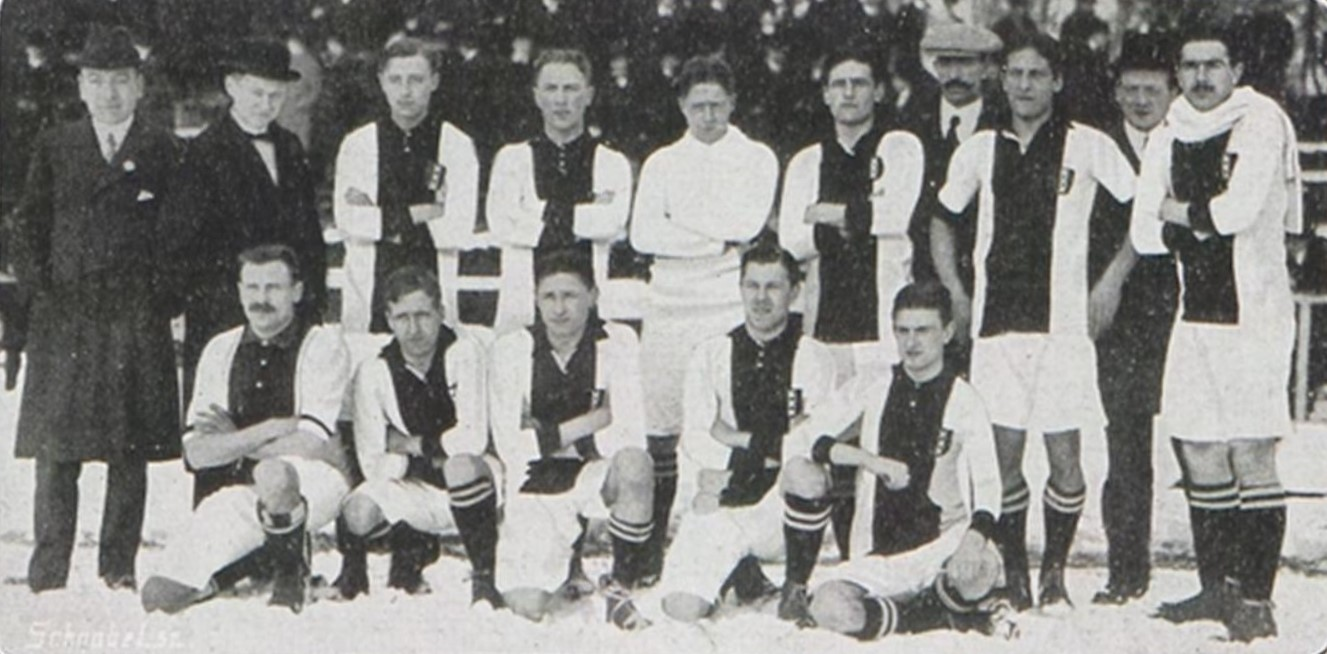
Игроки «Аякса» в декабре 1913 года в Брюсселе — Ян третий слева в верхнем ряду

В сезоне 1912/13 выступал за третий и четвертый состав амстардамцев. 21 марта 1913 года он сыграл в полузащите за первую команду «Аякса» в товарищеском матче с английским клубом «Далвич Хамлет» — на стадионе «Хет Хаутен» его команда уступила гостям со счётом 1:4. На следующий день Ян отправился с командой в Париж на пасхальный турнир местного клуба «Ред Стар». В полуфинале турнира «Аякс» проиграл хозяевам турнира, а в матче за третье место одержал победу над командой Французской спортивной ассоциации.
В чемпионате второго класса Нидерландов впервые сыграл 13 декабря 1914 года в матче против клуба ВВА, сыграв на позиции правого полузащитника. В гостях футболисты «Аякса» одержали крупную победу со счётом 0:6. В том сезоне он сыграл ещё в товарищеском матче против клуба «Тюбантия». В сезоне 1916/17 Ян сыграл в нескольких кубковых матчах, включая полуфинальную встречу с командой ДФК — он заменил в основе Хенка Хордейка и по оценке издания Het Sportblad не приспособился к игре в первой команде.
В сезоне 1917/18 дебютировал в первом классе чемпионата Нидерландов, сыграв 5 мая 1918 года против команды ХВВ из Гааги. Это была переигровка матча 13-тура, который состоялся в декабре 1917 года и был остановлен из-за сильного ливня при счёте 0:0. Издание «Het Sportblad» отмечало, что «Аякс» вышел на игру с изменениями в составе — в полузащите появился Андре де Крёйфф и  Ян Госен, а в линии атаки дебютировал Гер Коге. Встреча завершилась крупной победой амстердамцев со счётом 6:0. В июне 1919 года отправился с первой командой в турне по странам Скандинавии. 24 июня попал в стартовый состав на матч со сборной Дании и сыграл в полузащите вместе с Йопом Пелсером и Антоном тен Херкелем. В гостях в Копенгагене его команда уступила со счётом 3:1.
За шесть сезонов в первом классе чемпионата Нидерландов он принял участие в 15 матчах. В последний раз в составе «Аякса» выходил на поле 22 октября 1922 года в гостевом поединке с командой ХБС из Гааги. Помимо футбола, Госен занимался бегом и выступал за легкоатлетическую команду «Аякса», принимал участие в соревнованиях Амстердамского футбольного союза и футбольного союза Нидерландов. Был кандидатом в легкоатлетический союз Нидерландов.

## Личная жизнь
Ян родился в декабре 1893 года в Амстердаме. Отец — Майкл Антониюс Госен, мать — Элизабет Вилхелмина Кристина Кюккюлюс. Оба родителя были родом из Амстердама, они поженились в июне 1892 года — на момент женитьбы отец был сапожником. В их семье воспитывалось ещё шестеро детей: пятеро сыновей и одна дочь. Во время прохождения военной службы Ян играл за футбольную команду форта Ботсхол.
Женился в возрасте тридцати трёх лет — его супругой стала 22-летняя Петронелла Эсселман, уроженка Амстердама. Их брак был зарегистрирован 4 августа 1927 года в Амстердаме. Проживал с супругой в Алкмаре, работал декоратором на шоколадной фабрике Ringers.
Умер 10 сентября 1955 года в центральной больнице Алкмара в возрасте 61 года.

## Статистика по сезонам

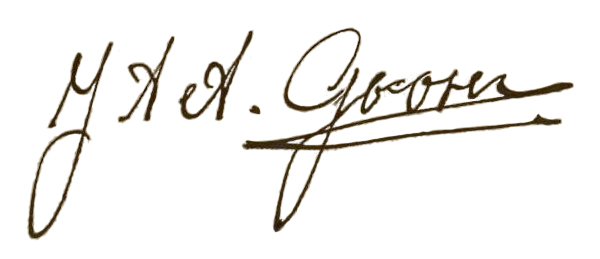
Автограф Яна Госена.

| Клуб             | Сезон            | Чемпионат Нидерландов | Чемпионат Нидерландов | Кубок Нидерландов | Кубок Нидерландов | Итого | Итого |
| Клуб             | Сезон            | Игры                  | Голы                  | Игры              | Голы              | Игры  | Голы  |
| ---------------- | ---------------- | --------------------- | --------------------- | ----------------- | ----------------- | ----- | ----- |
| Аякс             | 1914/15          | 1                     | 0                     | ?                 | ?                 | 1     | 0     |
| Аякс             | 1915/16          | 1                     | 0                     |                   |                   | 1     | 0     |
| Аякс             | 1916/17          | 1                     | 0                     | 3                 | 0                 | 4     | 0     |
| Аякс             | 1917/18          | 1                     | 0                     | ?                 | ?                 | 1     | 0     |
| Аякс             | 1918/19          | 2                     | 0                     |                   |                   | 2     | 0     |
| Аякс             | 1919/20          | 2                     | 0                     |                   |                   | 2     | 0     |
| Аякс             | 1920/21          | 6                     | 0                     | ?                 | ?                 | 6     | 0     |
| Аякс             | 1921/22          | 3                     | 0                     |                   |                   | 3     | 0     |
| Аякс             | 1922/23          | 1                     | 0                     |                   |                   | 1     | 0     |
| Всего за карьеру | Всего за карьеру | 18+                   | 0+                    | 3+                | 0+                | 21+   | 0+    |